# 霸王岭国家级自然保护区
霸王岭国家级自然保护区，是位于中国海南省昌江县和白沙县境内的国家级自然保护区，是海南省三大林区之一。属热带季风气候，有中国面积最大的热带天然针叶林南亚松林。